# Dealu (Harghita)
Dealu é uma comuna romena localizada no distrito de Harghita, na região histórica da Transilvânia. A comuna possui uma área de 96.95 km² e sua população era de 3920 habitantes segundo o censo de 2007.